# Husqvarna Motorcycles
|  | «Husqvarna» redirigeix aquí. Vegeu-ne altres significats a «Husqvarna (desambiguació)». |

Husqvarna Motorcycles GmbH, comercialitzada com a Husqvarna, és una empresa austríaca d'origen suec que dissenya, construeix, fabrica i distribueix motocicletes de motocròs, enduro, supermoto i carretera.
L'empresa va començar a produir motocicletes el 1903 a Huskvarna, Suècia, com a filial del fabricant d'armes Husqvarna. Actualment, Husqvarna Motorcycles GmbH és propietat de la firma austríaca KTM AG.

## Història

### Abans de 1987

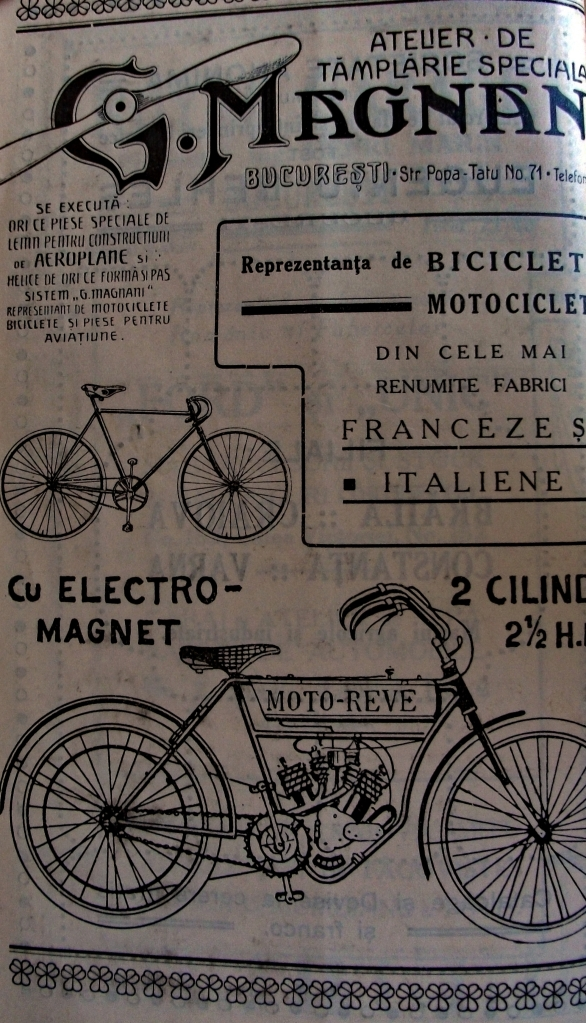
Anunci a Bucarest del model Moto-Reve de 1912, obra de Giovanni Magnani

Husqvarna fou fundada prop del poble de Huskvarna, dins el municipi de Jönköping, el 1689. L'empresa va començar com a fabricant de mosquets i el logotip de Husqvarna encara representa el canó d'una arma de foc vist de cara.
Com passa amb molts fabricants de motocicletes, Husqvarna va començar a produir bicicletes a finals del segle xix. El 1903, va passar a fabricar motocicletes. Les primeres motocicletes "Husky" empraven motors importats i no va ser fins al 1918 que Husqvarna va començar a produir motocicletes construïdes completament a les seves instal·lacions. En aquella època, l'empresa va aconseguir un contracte amb l'exèrcit suec i també va començar a participar en curses de motos de cross country i llarga distància. El 1920, Husqvarna va establir la seva pròpia fàbrica de motors i el primer que en va dissenyar va ser un de 500 cc de quatre temps bicilíndric en V de 50 graus amb vàlvules laterals, similar als fabricats per marques com ara Harley-Davidson i Indian.
Husqvarna va competir en Grans Premis de velocitat a les classes de 350cc i 500cc durant la dècada del 1930 i el 1939 esdevingué el principal fabricant de motocicletes de Suècia. Totes les motos de competició es basaven en un prototip bicilíndric en V de 50 graus construït per Folke Mannerstedt el 1931. L'equip de fàbrica va vèncer al de Norton al Gran Premi de Suècia de 1931 en aconseguir-hi les dues primeres posicions els seus pilots Ragnar Sunnqvist i Gunnar Kalén. Aquest èxit i el de l'any vinent van portar a una implicació total amb els circuits de GP, amb Stanley Woods i Ernie Nott com a membres de l'equip oficial de Husqvarna. Aquell any, Nott va acabar tercer al Junior TT de 350cc i Woods es va quedar sense benzina vuit quilòmetres abans d'acabar el Senior TT. El 1935, l'empresa es va retirar de les curses, tot i que va seguir produint motocicletes amb què van córrer pilots privats, mentre que Husqvarna es va centrar a produir una nova motocicleta utilitària de dos temps i dues velocitats. Aquell any, Woods va guanyar el GP de Suècia (era el quart any consecutiu en què hi guanyava una "Husky") amb una Husqvarna de 500 cc que pesava 126,6 kg.
Amb l'auge del motocròs com a esport, Husqvarna es va centrar en la producció de motocicletes de competició lleugeres. L'empresa va adaptar la seva motocicleta monocilíndrica lleugera a les curses i va llançar la "Silverpilen" ("sageta d'argent"). Amb 75 kg i dissenyada per a les curses, la moto va obtenir una gran popularitat. Les seves nombroses innovacions, com ara forquilles telescòpiques i suspensions hidràuliques, la varen convertir en un èxit de vendes internacional. El Campionat d'Europa de motocròs de 1959 va ser per a Rolf Tibblin i la seva Husqvarna de 250cc. El campionat del món de motocròs de 500cc de 1960 el va guanyar Bill Nilsson amb una Husqvarna de quatre temps. Durant la dècada del 1960, les lleugeres Husqvarna de fora d'asfalt de dos temps van contribuir a fer obsoletes les clàssiques motocicletes britàniques de quatre temps, dominadores de la disciplina durant les dècades anteriors. Al llarg dels anys seixanta, setanta i començaments dels vuitanta, Husqvarna va ser una marca líder al món del motocròs, guanyant nombrosos campionats mundials d'aquesta modalitat a les cilindrades de 250 i 500cc i aconseguint nombrosos èxits arreu del món, entre ells 11 victòries a la Baja 1000.
Des de mitjan dècada de 1960, la marca s'introduí al mercat nord-americà gràcies a la iniciativa del seu importador als Estats Units, Edison Dye. Les exhibicions que aquest organitzava arreu del país, especialment les gires promocionals de Torsten Hallman amb la Husqvarna i la posterior creació del campionat Inter-AM, propiciaren que el motocròs arrelés i experimentés un gran creixement als EUA en qüestió de pocs anys.
El 1983, Husqvarna va tornar a innovar amb la presentació d'una motocicleta de 500 cc que establia nous estàndards per a les motos de competició de quatre temps. Era lleugera, refrigerada per aire, fàcil de conduir i va canviar el futur de les motos de competició fora d'asfalt. Aquest model fou el predecessor de la marca Husaberg.

Models històrics produïts per Husqvarna
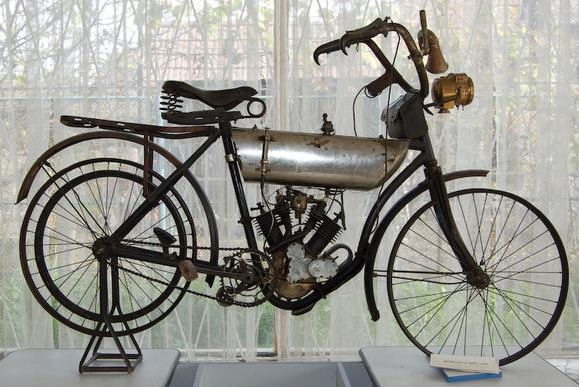
Model Moto-Reve de 1910 que pertangué al pioner de l'aviació Aurel Vlaicu
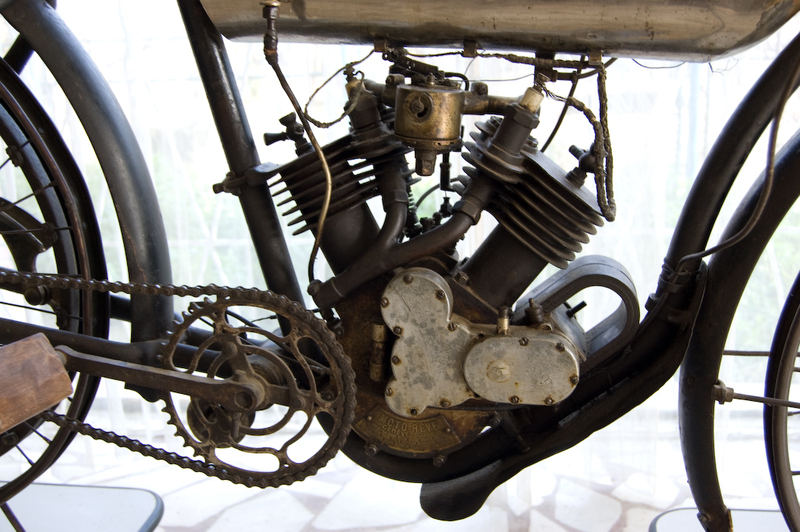
Detall del motor del model Moto-Reve de 1910
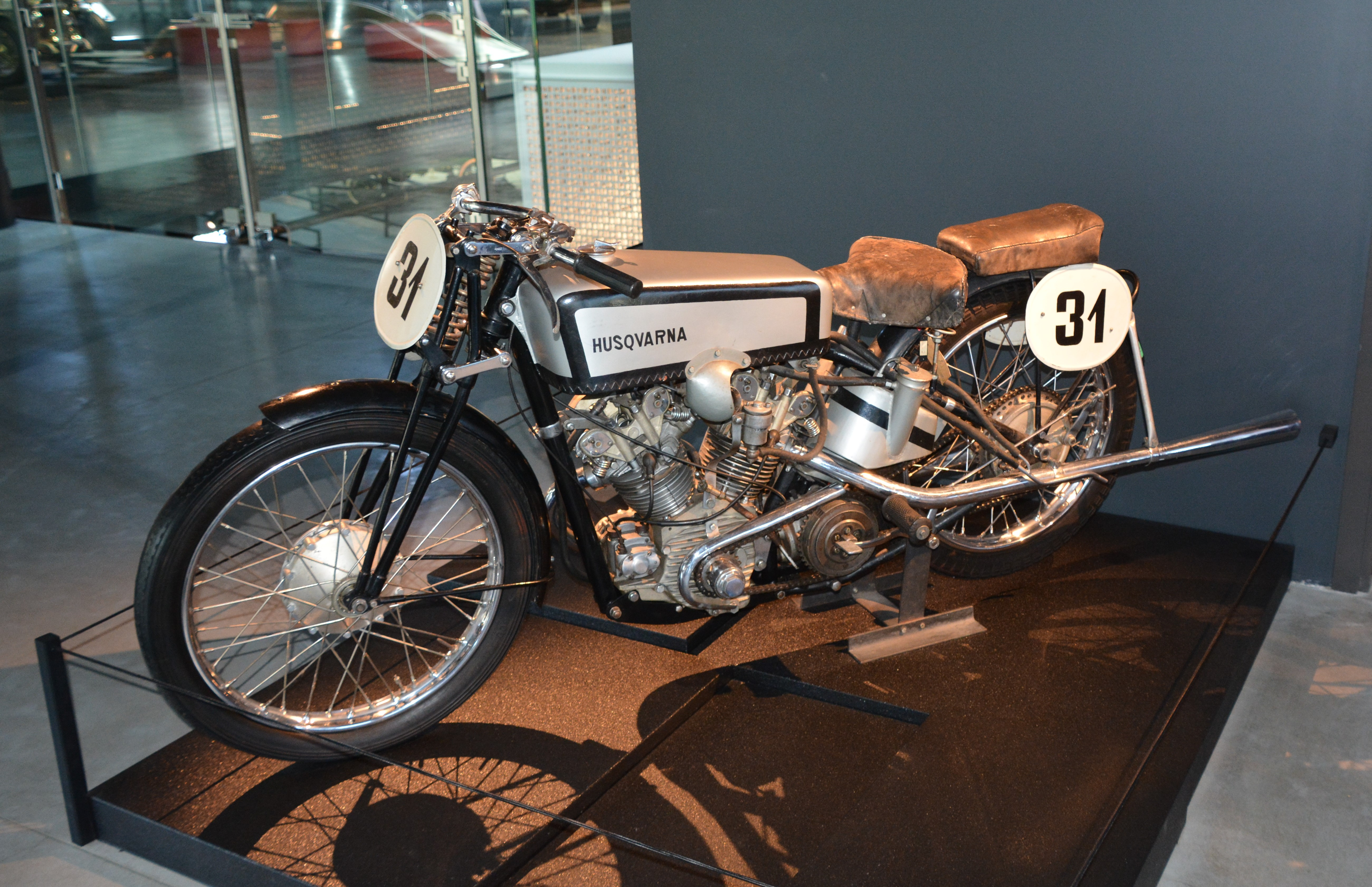
La Husqvarna 500 cc V2 de competició de 1935
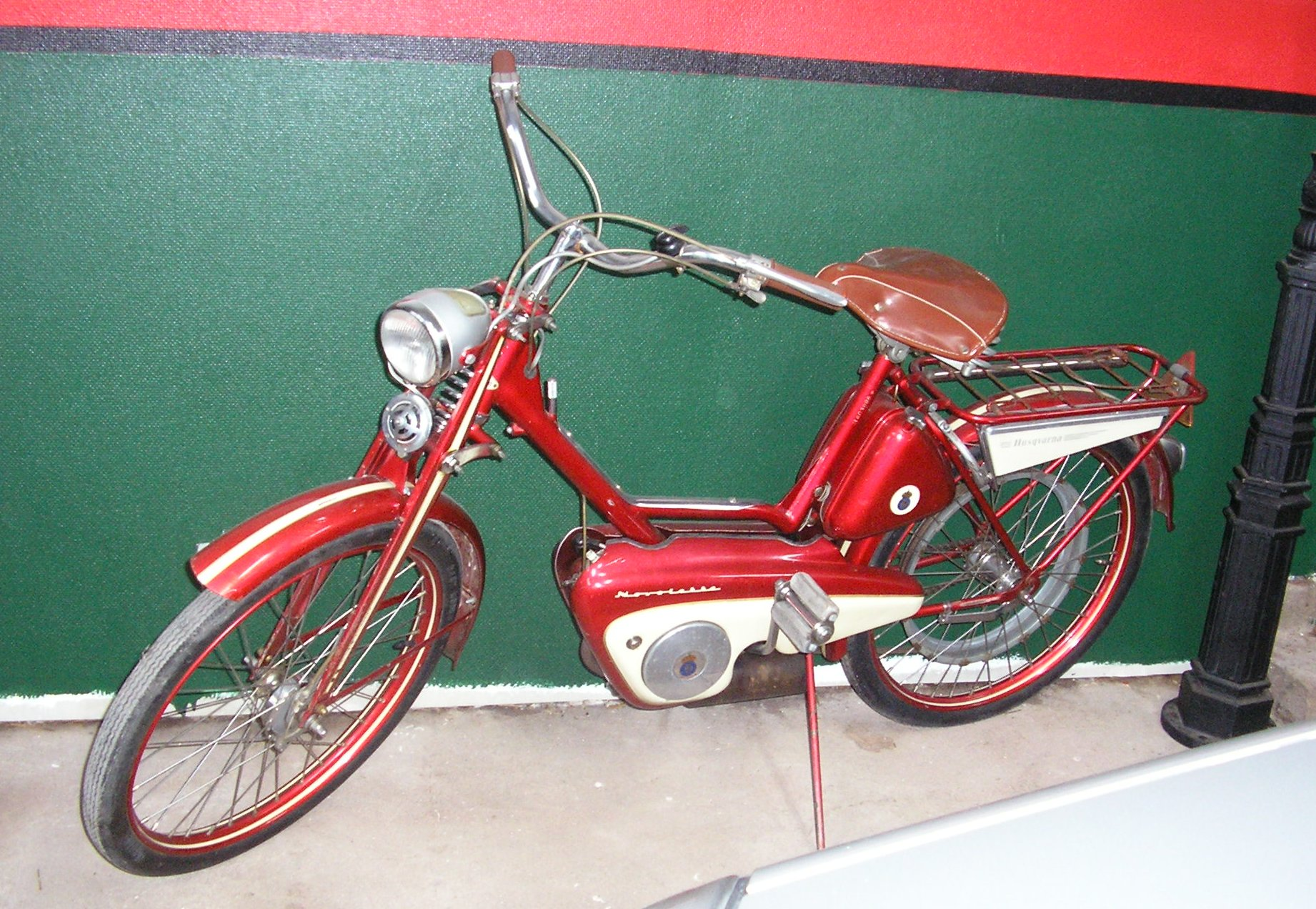
Ciclomotor Husqvarna Novolette de 1956
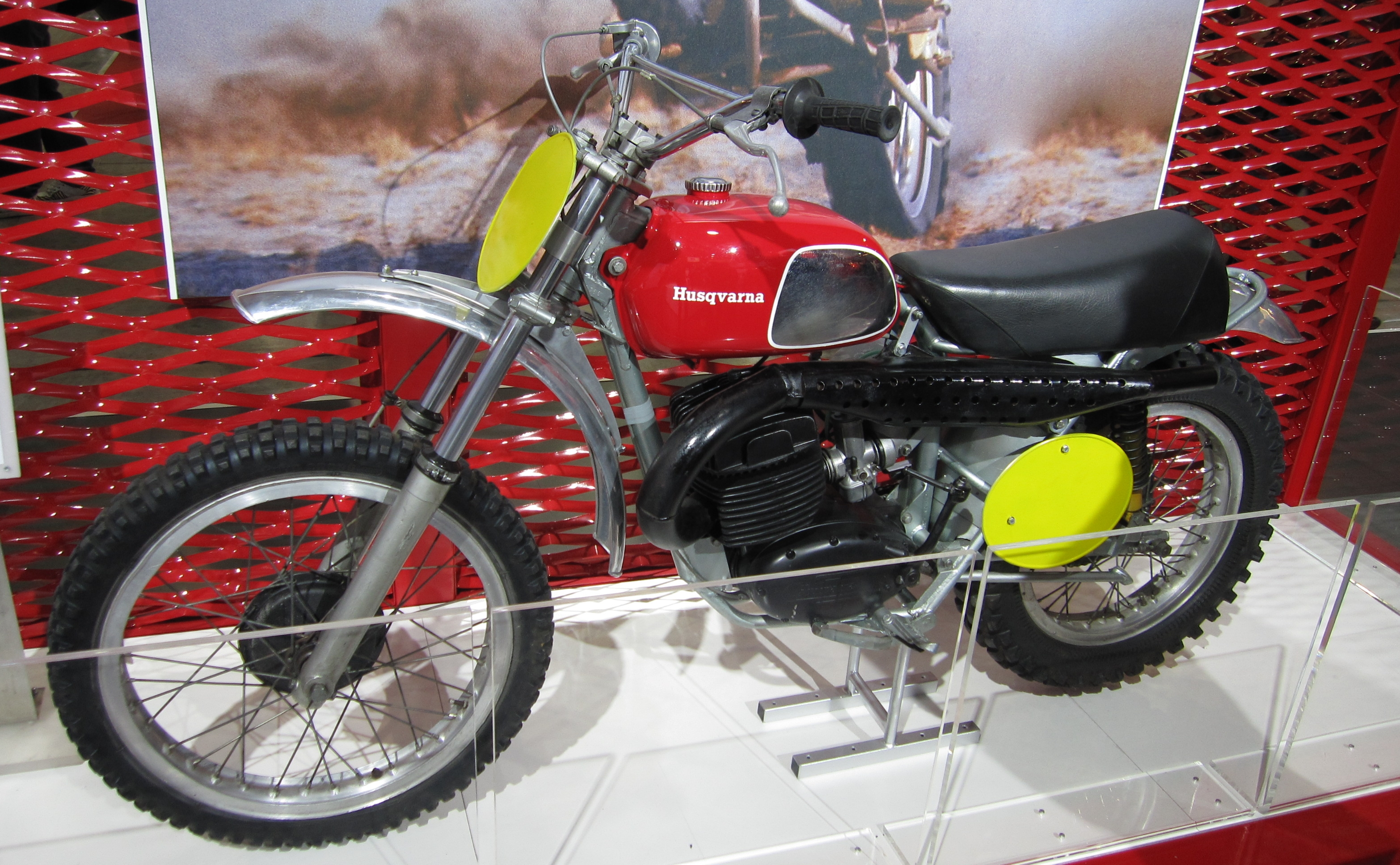
Husqvarna 400 Cross de 1972

### Canvis de propietat i adquisició per KTM
El 1987, la divisió de motocicletes Husqvarna (no pas les altres branques de l'empresa, com ara la producció de motoserres) fou venuda al fabricant italià de motocicletes Cagiva i va passar a formar part de MV Agusta Motor SpA. Un grup de directius i enginyers suecs no estaven disposats a traslladar-se a Itàlia i, per tant, van fundar Husaberg AB, la qual va ser adquirida per KTM AG el 1995. Les motocicletes Husqvarna es van produir a Varese (Itàlia). D'ençà dels anys nouranta, l'empresa tornà a ser una de les capdavanteres en el fora d'asfalt, tot guanyant de nou diversos campionats del món de motocròs, enduro i supermoto.
El juliol de 2007, BMW va comprar Husqvarna Motorcycles per un import de 93.000.000 d'euros. BMW Motorrad tenia previst de continuar gestionant Husqvarna Motorcycles com a empresa independent. Totes les activitats de desenvolupament, venda i producció, així com la plantilla, van romandre a la ubicació de Varese. BMW pretenia situar Husqvarna com a "la versió de dues rodes d'allò que representa Mini per a la divisió d'automòbils de BMW".
El 31 de gener de 2013, el Grup BMW va anunciar que Pierer Industrie AG havia comprat la participació total de Husqvarna AG per un import no revelat. El conseller delegat de Pierer Industrie AG, Stefan Pierer, era també conseller delegat de Cross Industries AG, aleshores la principal accionista de KTM AG (l'empresa matriu de KTM-Sportmotorcycle AG), i conseller delegat de KTM AG. Més tard, també al 2013, es va transferir la propietat directa de l'empresa Husqvarna i se'n van vendre els drets de llicència de Pierer Industrie AG a KTM AG, cosa que va convertir la recentment creada Husqvarna Motorcycle GmbH en part del grup KTM. La producció de motocicletes Husqvarna a Mattighofen, Àustria, va començar el 7 d'octubre de 2013. Al mateix temps, l'empresa derivada de Husqvarna Husaberg es va tornar a unir a Husqvarna, posant fi a l'existència d'aquella marca.

### Desenvolupaments recents
Recentment, Husqvarna Motorcycles ha estat preparant la seva reentrada al mercat de les motos de carretera. El 2014, la companyia va presentar sengles prototips dels models 401 Vitpilen i 401 Svartpilen, acabats de desenvolupar, a l'EICMA de Milà. Les versions preparades per a la producció es van mostrar el 2016. Juntament amb la 701 Vitpilen, que es va revelar per primer cop el 2015, aquestes motocicletes es van llançar al mercat el 2018.
El 2017, Husqvarna Motorcycles va presentar una nova gamma de motocicletes d'enduro amb un sistema d'injecció de combustible de dos temps desenvolupat per l'empresa, batejat com a "Transfer Port Injection - TPI". La nova tecnologia, controlada per sensors, estalvia combustible i compleix la normativa Euro 4 per a la gestió d'emissions.

### Cronologia de la propietat
- 1903 - Filial de Husqvarna Armament
- 1987 - La divisió de motocicletes és venuda a Cagiva
- 1988 - Se'n separa com a spin-off la marca Husaberg Motor AB
- 2007 - Husqvarna Motorcycles és adquirida per BMW
- 2013 - Husqvarna AG és adquirida per Pierer Industrie
- 2013 - Transferida a KTM AG, s'estableix Husqvarna Motorcycle GmbH i es reunifica amb Husaberg

Evolució de les Husqvarna de motocròs
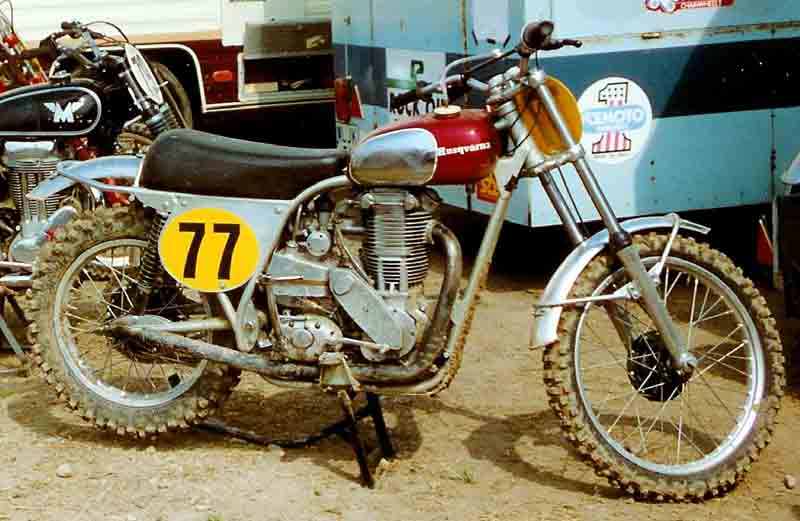
Husqvarna 500 amb motor 4T Albin (ca. 1962)
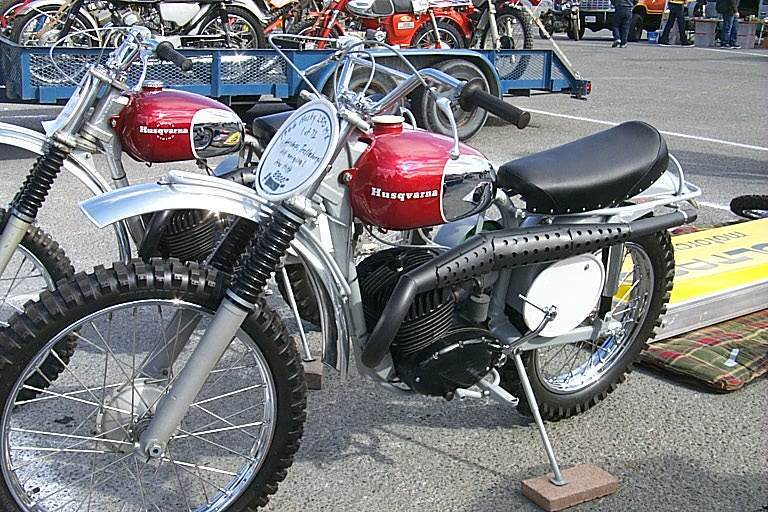
Husqvarna 250 Cross amb motor 2T propi de 1971
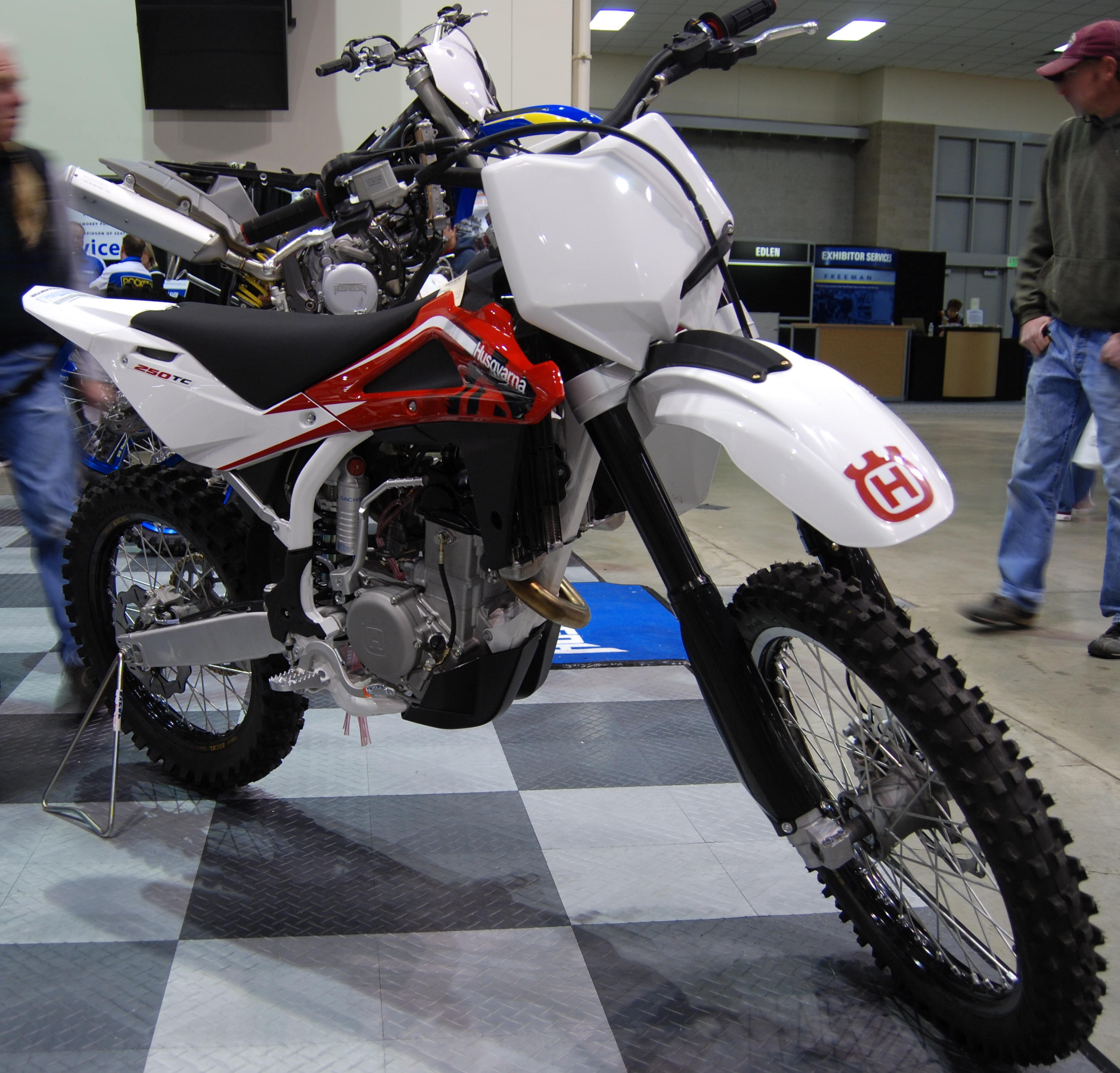
Husqvarna 250TC del 2009 (BMW)
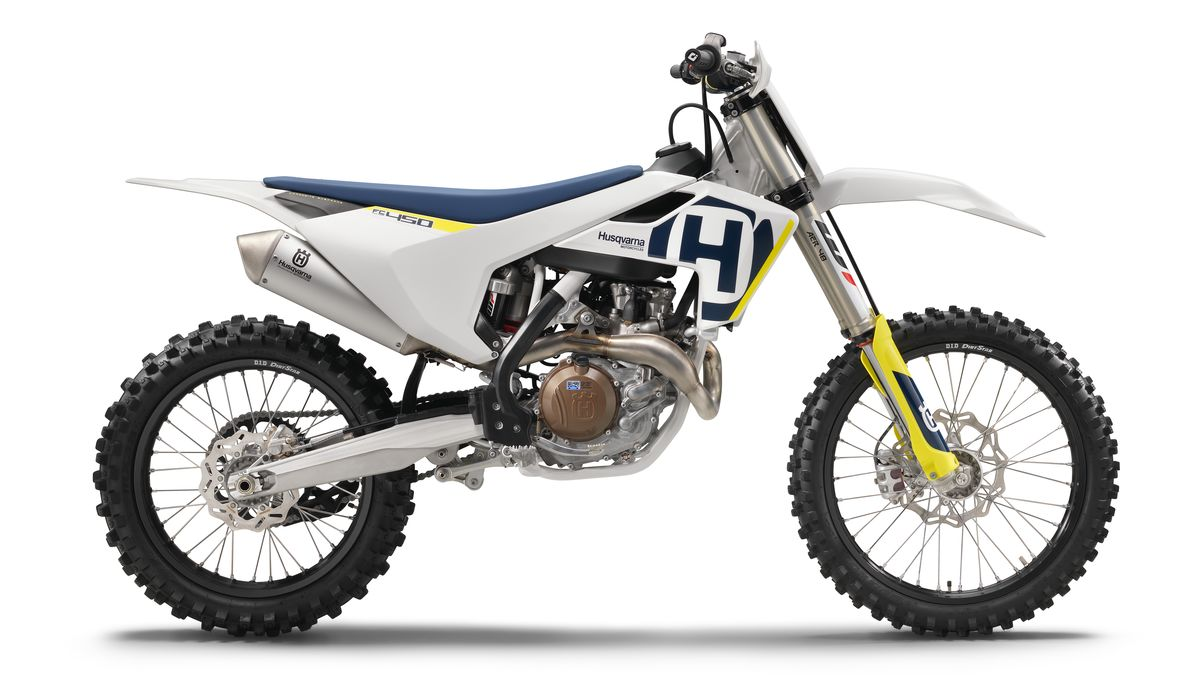
Husqvarna FC 450 del 2017 (KTM)

## Models actuals
| Dos temps   | Dos temps | Quatre temps | Quatre temps  | Quatre temps  | Quatre temps   |
| Motocròs    | Enduro    | Motocròs     | Enduro        | Supermoto     | Naked          |
| ----------- | --------- | ------------ | ------------- | ------------- | -------------- |
| TC 50 Mini  | TE 150i   | FC 250       | FE 250        | FS 450        | Vitpilen 401   |
| TC 50       | TE 250i   | FC 350       | FE 350        | 701 Supermoto | Vitpilen 701   |
| TC 65       | TE 300i   | FC 450       | FE 450        |               | Svartpilen 401 |
| TC 85 17/14 |           |              | FE 501        |               | Svartpilen 701 |
| TC 85 19/16 |           |              | 701 Enduro    |               | Vitpilen 250   |
| TC 125      |           |              | 701 Enduro LR |               | Svartpilen 250 |
| TC 250      |           |              |               |               |                |

### Convencions de nomenclatura dels models
Husqvarna anomena molts dels seus models d'acord amb una nomenclatura basada en el cicle del motor ("F" de four per als de quatre temps, "T" de two per als de dos temps), destinació o tipus ("E" d'enduro, "C" de motocròs, "S" de supermoto), i cilindrada del motor. A més, alguns models de motos de dos temps inclouen el sufix "i" per tal d'indicar que tenen injecció electrònica de combustible en comptes de carburadors. Per exemple:
- FS 450 - una supermoto de quatre temps amb cilindrada de 450 cc
- TE 300i - una moto d'enduro de dos temps amb cilindrada de 300 cc i injecció de combustible
- TC 125 - una moto de motocròs de dos temps amb cilindrada de 125 cc i carburador

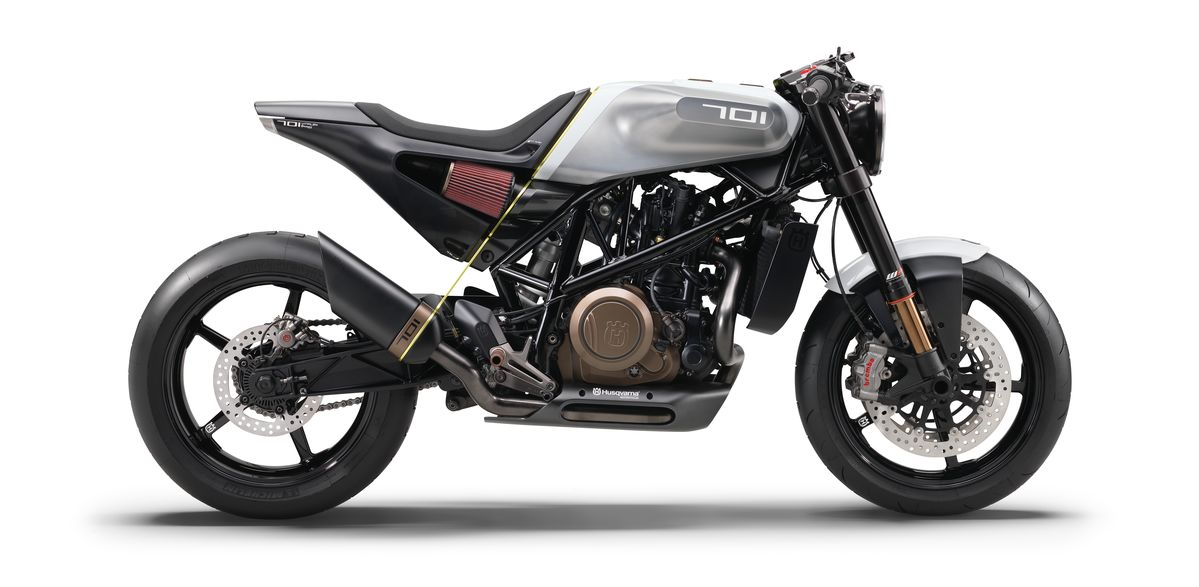
Husqvarna Vitpilen 701 de 2017, una "Naked" de carretera

Alguns models més nous (especialment els de desplaçament més gran) inclouen una designació numerada de _01. Aquestes designacions no són referències directes a la cilindrada, sinó valors aproximats. Per exemple:
- 401 designa un motor de 373 cc, derivat de la sèrie KTM 390 de motocicletes de carretera
- 501 designa un motor de 510 cc, derivat de la sèrie KTM 500 de motocicletes d'enduro
- 701 designa un motor de 690 cc, derivat de la sèrie KTM 690 de motocicletes d'enduro, supermoto i carretera

Husqvarna també fa servir els noms "Vitpilen" i "Svartpilen" per a la seva gamma de motocicletes de carretera "Naked", els quals volen dir en suec "sageta blanca" i "sageta negra", respectivament.

## Competició
Husqvarna ha mantingut una presència regular i reeixida en esdeveniments internacionals de competicions fora d'asfalt des dels anys trenta. Cap al 2008, els pilots de Husqvarna havien aconseguit més de 70 títols mundials de Motocròs, Enduro i Supermoto, així com nombroses victòries en importants curses de ral·li com ara la Baja 1000.
Des del 2015, el fabricant de begudes energètiques Rockstar és el patrocinador principal de l'equip de fora d'asfalt de fàbrica de Husqvarna. El Rockstar Energy Husqvarna Factory Racing Team competeix en totes les modalitats fora d'asfalt, participant en tots els esdeveniments dels campionats Campionats AMA de supercross i motocròs. Fins ara, ha obtingut títols al Campionat del Món de Cross-Country del 2016, al Campionat del Món de SuperEnduro 2015/2016 i al Campionat AMA d'EnduroCross del 2016.

### Mostra de campionats

#### Motocròs

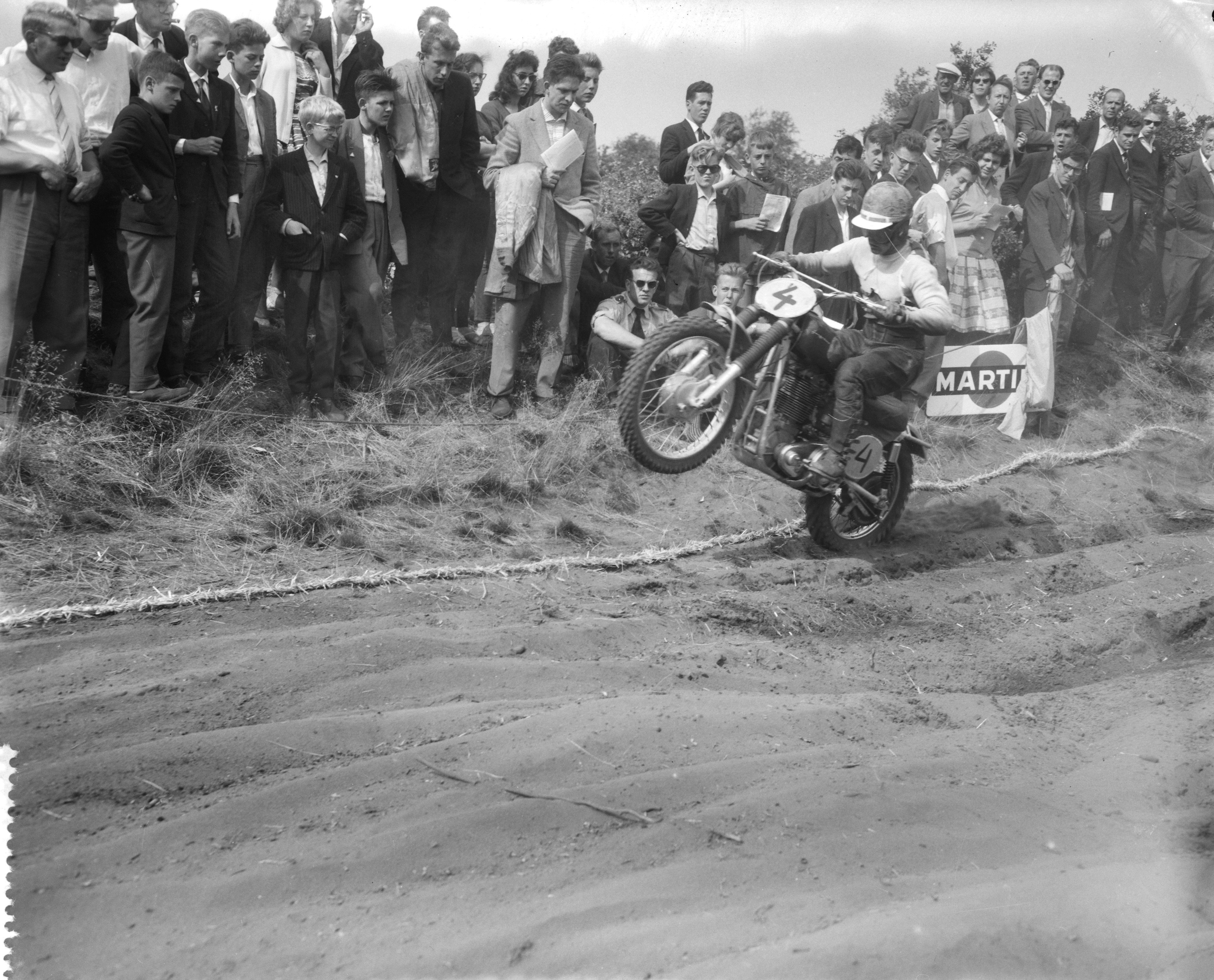
Bill Nilsson al GP dels Països Baixos de motocròs de 500cc de 1960

| - 1959 – Rolf Tibblin, Campió d'Europa de motocròs de 250cc. - 1960 – Bill Nilsson, Campió del món de motocròs de 500cc. - 1962 – Rolf Tibblin, Campió del món de motocròs de 500cc. - 1962 – Torsten Hallman, Campió del món de motocròs de 250cc. - 1963 – Rolf Tibblin, Campió del món de motocròs de 500cc. - 1963 – Torsten Hallman, Campió del món de motocròs de 250cc. - 1966 – Torsten Hallman, Campió del món de motocròs de 250cc. - 1967 – Torsten Hallman, Campió del món de motocròs de 250cc. - 1969 – Bengt Åberg, Campió del món de motocròs de 500cc. - 1970 – Bengt Åberg, Campió del món de motocròs de 500cc. - 1974 – Heikki Mikkola, Campió del món de motocròs de 500cc. | - 1976 – Heikki Mikkola, Campió del món de motocròs de 250cc. - 1979 – Håkan Carlqvist, Campió del món de motocròs de 250cc. - 1993 – Jacky Martens, Campió del món de motocròs de 500cc. - 1998 – Alessio Chiodi, Campió del món de motocròs de 125cc. - 1999 – Alessio Chiodi, Campió del món de motocròs de 125cc. - 2014 – Ben Adriaenssen i Ben van den Bogaart, Campions del món de Sidecarcross. - 2014 – Tony Saunders, UK GT Cup en Youth Lites. - 2014 – Nathan Watson, debut al Campionat britànic de MX1. - 2016 – Jan Hendrickx i Ben van den Bogaart, Campions del món de Sidecarcross. - 2017 – Zach Osborne, Campió AMA de motocròs de 250cc. - 2020 – Zach Osborne, Campió AMA de motocròs de 450cc. |

#### Supercross
- 2017 – Zach Osborne, Campió AMA de supercross East Coast de 250 cc.
- 2018 – Jason Anderson, Campió AMA de supercross de 450 cc.
- 2018 – Zach Osborne, Campió AMA de supercross East Coast de 250 cc.

#### Baja 1000
| - 1967 – J.N. Roberts, Malcolm Smith - 1969 – Gunnar Nilsson, J.N. Roberts - 1971 – Malcolm Smith, Gunnar Nilsson - 1972 – Gunnar Nilsson, Rolf Tibblin - 1973 – Mitch Mayes, A.C. Bakken - 1976 – Larry Roeseler, Mitch Mayes | - 1977 – Brent Wallingsford, Scot Harden - 1978 – Larry Roeseler, Jack Johnson - 1979 – Larry Roeseler, Jack Johnson - 1981 – Scot Harden, Brent Wallingsford - 1983 – Dan Smith, Dan Ashcraft |

#### Enduro

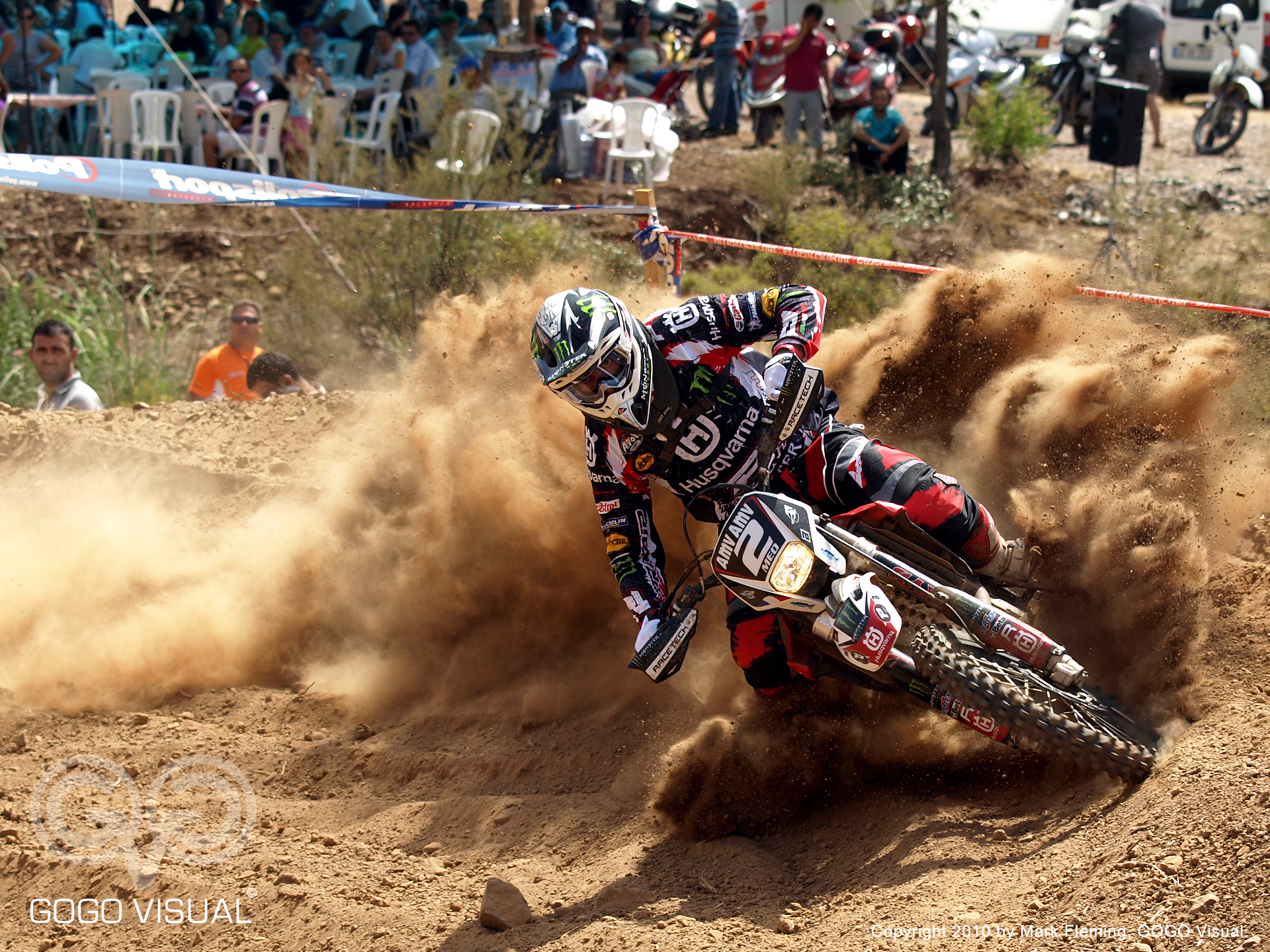
Antoine Méo al GP d'enduro de Turquia del 2010

| - 1990 – Campionat del Món d'enduro 350 cc - 1991 – Campionat del Món d'enduro 250 cc - 1992 – Campionat del Món d'enduro 350 cc - 1993 – Campionat del Món d'enduro 125 cc - 1993 – Campionat del Món d'enduro 350 cc - 1994 – Campionat del Món d'enduro 125 cc - 1994 – Campionat del Món d'enduro 500 cc - 1995 – Campionat del Món d'enduro 125 cc - 1995 – Campionat del Món d'enduro 500 cc | - 1996 – Campionat del Món d'enduro 350 cc - 1998 – Campionat del Món d'enduro 500 cc - 1999 – Campionat del Món d'enduro 500 cc - 2000 – Campionat del Món d'enduro 250 cc - 2001 – Campionat del Món d'enduro 125 cc - 2001 – Campionat del Món d'enduro 400 cc - 2001 – Campionat del Món d'enduro 500 cc - 2002 – Campionat del Món d'enduro 125 cc | - 2002 – Campionat del Món d'enduro 250 cc - 2002 – Campionat del Món d'enduro 500 cc - 2003 – Campionat del Món d'enduro 400 cc - 2010 – Campionat del Món d'enduro E1 amb Antoine Méo - 2011 – Campionat del Món d'enduro E1 amb Juha Salminen - 2011 – Campionat del Món d'enduro E2 amb Antoine Méo - 2014 – Campionat del Món d'enduro E2 amb Pela Renet - 2015 – Campionat del Món d'enduro E3 amb Mathias Bellino |

#### Supermoto
- 2005 – Gérald Delepine, Campió del Món de Supermoto SM1
- 2007 – Adrien Chareyre, Campió del Món de Supermoto SM1
- 2007 – Gérald Delepine, Campió del Món de Supermoto SM2
- 2008 – Adrien Chareyre, Campió del Món de Supermoto SM2
- 2009 – Adrien Chareyre, Campió del Món de Supermoto SM2

### Moto3
Un cop adquirida per KTM el 2013, Husqvarna va participar al mundial de Moto3 els anys 2014 i 2015 com a constructor únic tot fent servir la Husqvarna FR250GP, una moto basada en la KTM RC250GP. L'equip va reprendre el campionat de Moto3 la temporada del 2020.
| Any  | Pilot               | QAT · | AME · | ARG · | ESP · | FRA · | ITA · | CAT · | PBA · | ALE · | INP · | RTX · | GBR · | SMR · | ARA · | JAP · | AUS · | MAL · | VAL · | Punts | Posició | Cons. |
| ---- | ------------------- | ----- | ----- | ----- | ----- | ----- | ----- | ----- | ----- | ----- | ----- | ----- | ----- | ----- | ----- | ----- | ----- | ----- | ----- | ----- | ------- | ----- |
| 2014 | Danny Kent          | 13    | 8     | 9     | 11    | 13    | 15    | 17    | 8     | 5     | 12    | 3     | 9     | 12    | 3     | 6     | 20    | 4     | 4     | 129   | 8è      | 4t    |
| 2014 | Niklas Ajo          | 26    | 14    | 8     | 10    | Ret   | 5     | 8     | Ret   |       | Ret   | 12    | 10    | Ret   | 25    | Ret   | 9     | Ret   | Ret   | 52    | 15è     | 4t    |
| 2015 | Isaac Viñales       | 6     | 9     | 3     | 11    | 7     | 8     | 7     | Ret   | 18    |       |       |       |       |       |       |       |       |       | 115   | 9è      | 4t    |
| 2015 | Lorenzo Dalla Porta |       |       |       |       |       |       |       |       |       | 28    | 19    | 8     | 11    | 24    | 24    | Ret   | 16    | 22    | 13    | 25è     | 4t    |
| 2015 | María Herrera       | 22    | 17    | Ret   | Ret   | 19    | 21    | 15    | Ret   | Ret   | 24    | 23    | Ret   | 24    | 13    | 26    | 11    | 18    | 21    | 9     | 29è     | 4t    |

## Altres empreses

### Fabricació d'automòbils
Cap a finals de la Segona Guerra Mundial, un equip format per Bengt Magnusson (cap d'R+D), Stig Tham (enginyer), Calle Heimdal (dissenyador de motors) i Birger Johansson van investigar la fabricació d'un cotxe petit, senzill i econòmic. El disseny era semblant al del Saab 92, però amb tres rodes (dues d'anteriors i una de posterior) i una inusual finestra posterior dividida. Segons algunes fonts, les semblances amb el Saab 92 podrien haver tingut alguna cosa a veure amb el fet que Sixten Sason hagués treballat de dissenyador a Husqvarna. Se'n va construir un prototip el 1943, propulsat per un motor bicilíndric DKW de 500 cc amb 20 CV de potència i tracció per cadena a la roda posterior. Les rodes provenien d'un Fiat 500. El projecte es va cancel·lar el 1944 i el prototip es va desmuntar a finals dels anys cinquanta.

### Fabricació de bicicletes

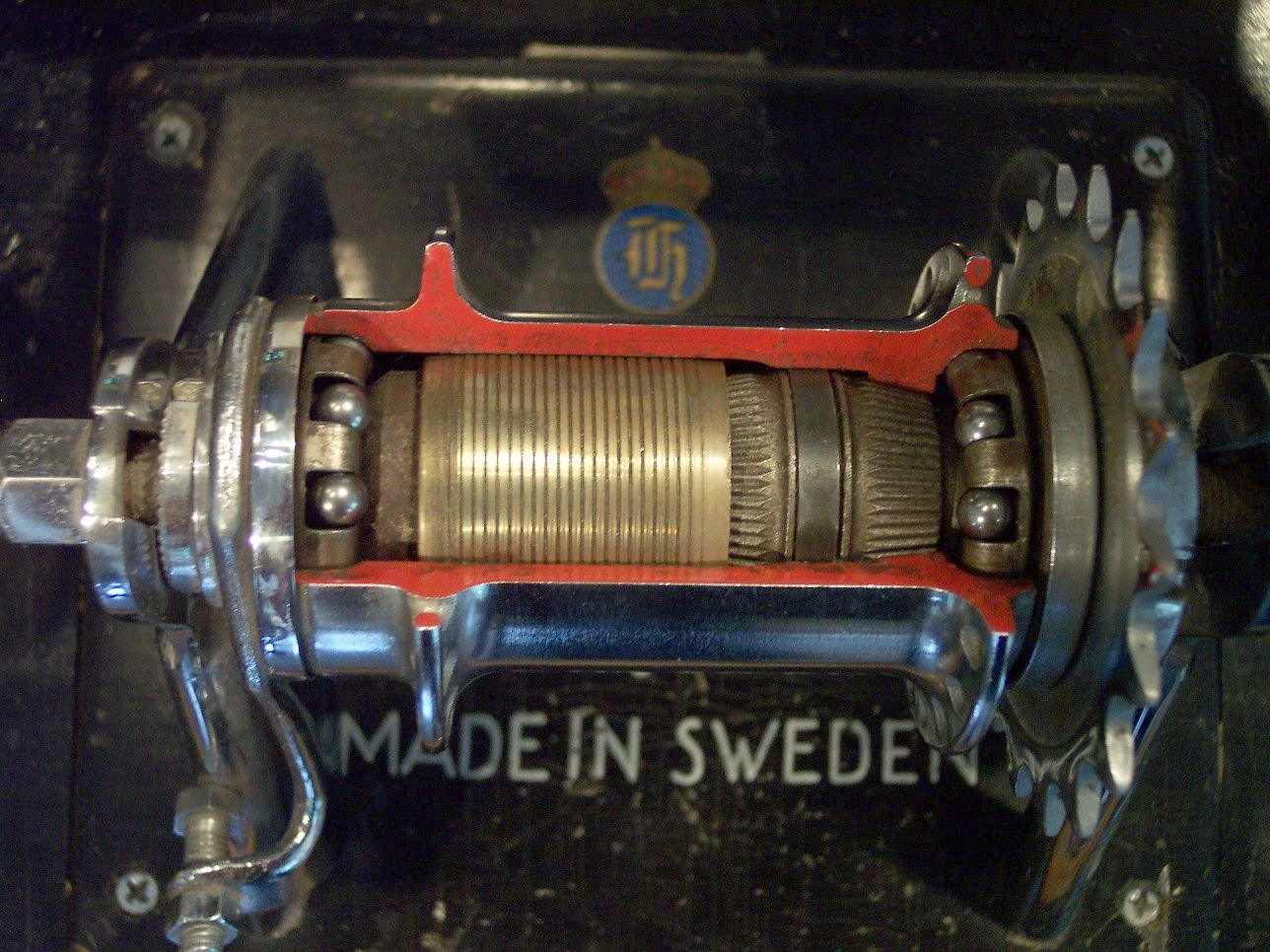
Secció d'un fre de contrapedal Husqvarna

Husqvarna és també important dins la història de la bicicleta a Suècia. L'empresa fou una de les fabricants de les bicicletes militars sueques. Les boixes Novo de Husqvarna eren competitives enfront de les d'importació, però la fabricació de bicicletes fou discontinuada a començaments dels 60.